# پاتریتسیا رومبرگ
پاتریسیا رومبرگ (آلمانی: Patricia Rhomberg؛ زادهٔ ۱۵ سپتامبر ۱۹۵۳) یک بازیگر پورنوگرافی اهل اتریش است. او از دههٔ ۱۹۷۰ فعالیت می‌کند. او بیشتر با ایفای نقش یوزفین موتسن‌باخر در فیلم یوزفین موتسنباخر - آنگونه که واقعاً بود شناخته می‌شود.